# سیارک ۴۹۰۴
سیارک ۴۹۰۴ (به انگلیسی: 4904 Makio، نامگذاری:1989WZ) چهار هزار و نهصد و چهارمین سیارک کشف شده‌است که در ۲۱ نوامبر ۱۹۸۹ کشف شد.
قدر مطلق سیارک برابر ۱۲٫۶۰ است.